# The Excursion

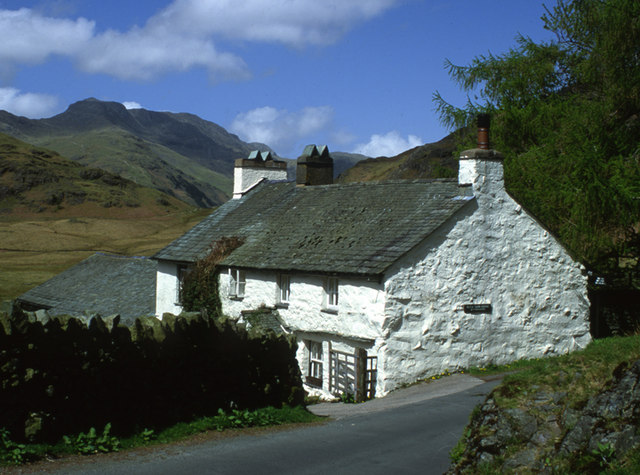
Het huis dat in het gedicht voorkomt

The Excursion: Being a portion of The Recluse, a poem is een in 1814 verschenen lang gedicht van  William Wordsworth.

## Personages
In het gedicht komen vier personages voor:
- "De dichter"
- "De zwerver"
- "De eenzaat" leeft teruggetrokken na de Franse Revolutie en de dood van zijn vrouw en kinderen
- "De priester", een plattelandspriester die de dichter, de zwerver en de eenzaat ontmoet

## Negen boeken
Het gedicht beslaat negen boeken:
1. The Wanderer
2. The Solitary
3. Despondency
4. Despondency Corrected
5. The Pastor
6. The Churchyard Among the Mountains
7. The Churchyard Among the Mountains, continued
8. The Parsonage
9. Discourse of the Wanderer, &c.